# Traktat założycielski ZSRR
Traktat założycielski ZSRR (ros. „Договор об образовании Союза Советских Социалистических Республик” lub „Декларация и договор об образовании СССР”) – dokument podpisany 30 grudnia 1922 roku w Moskwie, podczas I Zjazdu Rad, któremu przewodniczył Michaił Kalinin. Stanowił podstawę prawną utworzenia i funkcjonowania Związku Socjalistycznych Republik Radzieckich.
Został unieważniony w Moskwie 12 grudnia 1991 roku, dekretem Rady Najwyższej, zatwierdzonym przez Rusłana Chasbułatowa. 
Oryginalny dokument jest przechowywany w Państwowym Archiwum Federacji Rosyjskiej w Moskwie.

## Tło historyczne
Podpisanie traktatu było bezpośrednią konsekwencją rewolucji lutowej i rewolucji październikowej z 1917 roku. Wbrew przewidywaniom Lenina nie doprowadziły one do zniesienia granic pomiędzy państwami. Do 1922 roku na terenach byłego Imperium Rosyjskiego powstało sześć republik: Rosyjska, Ukraińska, Białoruska, Azerbejdżańska, Armeńska i Gruzińska. 
Dużym wyzwaniem stały się nieuporządkowane kwestie prawne, dotyczące współpracy pomiędzy republikami. Celem traktatu było stworzenie struktur formalnych i prawnych nowego państwa, wyznaczenie fundamentalnych kierunków jego rozwoju oraz opanowanie chaosu w poszczególnych republikach, które powołując się na niezależność, sprzeciwiały się zaleceniom Rosyjskiej FSRR.
Józef Stalin, pełniący funkcję komisarza ludowego ds. narodowościowych, był zdania, że we wspólnocie republik socjalistycznych to właśnie Rosyjska FSRR powinna odgrywać najważniejszą rolę i podejmować kluczowe decyzje. Takie podejście stało w jawnej sprzeczności z postulatami Lenina i stało się przedmiotem sporów pomiędzy Leninem a Stalinem, zarówno w sprawie nowego państwa, jak i kluczowych zapisów Traktatu.
W styczniu 1922 roku Gieorgij Cziczerin, ówczesny komisarz ludowy spraw zagranicznych, wystosował oficjalne zapytanie do władz Rosyjskiej FSRR o możliwość reprezentowania interesów prawnych innych republik. Stalin stał na stanowisku, że Rosyjska FSRR powinna reprezentować pozostałe republiki w zakresie polityki zagranicznej (między innymi podczas konferencji w Genui w 1922 roku), choć brakowało aktu prawnego, który przyznałby jej takie uprawnienia. Pierwsze rozmowy pomiędzy władzami poszczególnych republik nad sporządzeniem Traktatu rozpoczęły się w sierpniu 1922 roku.
Wcześniej Rosyjska Federacyjna Socjalistyczna Republika Radziecka podpisała trzy porozumienia międzynarodowe, które stały się podstawą Traktatu. Należały do nich:
- Porozumienie o współpracy wojskowej i ekonomicznej z Azerbejdżańską Socjalistyczną Republiką Radziecką z 30 września 1920 roku;
- Traktat o współpracy z Ukraińską Socjalistyczną Republiką Radziecką z 28 grudnia 1920 roku;
- Traktat o współpracy z Białoruską Socjalistyczną Republiką Radziecką z 16 stycznia 1921 roku.

## Sygnatariusze
Traktat założycielski ZSRR został podpisany przez przedstawicieli czterech państw, do których należały:
- Rosyjska Federacyjna Socjalistyczna Republika Radziecka (istniejąca od 1917 roku);
- Białoruska Socjalistyczna Republika Radziecka (istniejąca od 1920 roku);
- Ukraińska Socjalistyczna Republika Radziecka (istniejąca od 1919 roku);
- Zakaukaska Federacyjna Socjalistyczna Republika Radziecka, zwana „Zakaukaską Federacją”, w skład której weszły republiki: Armeńska, Azerbejdżańska i Gruzińska[10].

W kolejnych latach istnienia ZSRR to właśnie one brały udział w podejmowaniu strategicznych decyzji. W większości przypadków ostateczny głos należał do Rosyjskiej FSRR, największej pod względem powierzchni, liczby ludności, zasobów i sił wojskowych. 

## Tekst
Traktat składa się z preambuły i 26 punktów. 
Preambuła – potwierdza wolę czterech republik do utworzenia wspólnego państwa, to jest ZSRR.
Punkt 1 – określa zakres kompetencji władz ZSRR w sprawach takich jak: polityka międzynarodowa, zmiana granic, przyjmowanie nowych państw do ZSRR, wypowiadanie wojny i zawieranie pokoju, zaciąganie pożyczek, podpisywanie umów międzynarodowych, ustalanie planów gospodarczych, tworzenie sił zbrojnych, zatwierdzanie budżetu, gospodarowanie gruntami, przesiedlanie ludności, tworzenie aktów prawnych, zarządzanie edukacją i zdrowiem publicznym oraz unieważnianie uchwał, które naruszają postanowienia Traktatu. 
Punkty od 2 do 12 – określają strukturę najwyższych władz ZSRR, w tym Zjazdów Rad i Komitetu Centralnego, liczącego 317 osób oraz powoływania delegatów (1 deputowany na 125 000 obywateli). 
Punkty od 13 do 17 – określają podstawy regulacji prawnych, obowiązujących w ZSRR. 
Punkty 18 i 19 – określają zasady działania Rad Komisarzy Ludowych. 
Punkt 20 – przyznaje republikom prawo do posiadania własnych budżetów, które wymagają zatwierdzenia przez Komitet Centralny. 
Punkt 21 – przyznaje obywatelom republik obywatelstwo ZSRR.
Punkt 22 – reguluje kwestie flagi, herbu i pieczęci państwowej. 
Punkt 23 – uchwala stolicę ZSRR w Moskwie. 
Punkt 24 – nakłada na republiki obowiązek uchwalania konstytucji zgodnych z Traktatem. 
Punkt 25 – ustala zasady zmiany treści Traktatu. 
Punkt 26 – daje republikom prawo do swobodnego wystąpienia z ZSRR. 

## Następstwa prawne
Konstytucja Związku Socjalistycznych Republik Radzieckich z 1924 roku uwzględniała postanowienia Traktatu założycielskiego z 1922 roku (jego treść stanowiła załącznik dokumentu konstytucyjnego). 
W kolejnych latach do Związku Socjalistycznych Republik Radzieckich dołączyły nowe państwa. 
W 1925 roku, podczas III Zjazdu Rad, Traktat podpisały: Turkmeńska Socjalistyczna Republika Radziecka i Uzbecka Socjalistyczna Republika Radziecka. 
5 grudnia 1929 roku do ZSRR dołączyła Tadżycka Socjalistyczna Republika Radziecka.
Treść traktatu nie była modyfikowana do 1991 roku.

## Upamiętnianie wydarzenia
Traktat został podpisany w budynku Teatru Bolszoj, w którego ścianę wbudowano tablicę pamiątkową.
Podpisanie Traktatu zostało przedstawione na obrazie autorstwa Stiepana Dudnika. 
Z okazji kolejnych rocznic podpisania traktatu w ZSRR produkowano okolicznościowe znaczki i kartki pocztowe. 